# Kastriot
Kastriot  è una frazione del comune di Dibër in Albania (prefettura di Dibër).
Fino alla riforma amministrativa del 2015 era comune autonomo, dopo la riforma è stato accorpato, insieme agli ex-comuni di Fushë Çidhën, Kala e Dodës, Arras, Lurë, Luzni, Maqellarë, Melan, Muhurr, Peshkopi, Selishtë, Sllovë, Tomin, Zall Dardhë e Zall Reç a costituire la municipalità di Dibër.

## Località
Il comune è formato dall'insieme delle seguenti località:
- Kastriot
- Brest i Siperm
- Brest i Poshtem
- Kishavec
- Kander
- Kukej
- Vakuf
- Fushe-Kastriot
- Borovjan
- Deshat
- Limjan
- Sohodoll
- Sohodoll i Vogel
- Vrenjt
- Pergjegj